# Permisaari (ö i Birkaland)
Permisaari är en ö i Finland. Den ligger i sjön Ukonselkä och i kommunen Mänttä-Filpula i den ekonomiska regionen  Övre Birkalands ekonomiska region  och landskapet Birkaland, i den södra delen av landet, 220 km norr om huvudstaden Helsingfors. Öns area är 4,3 hektar och dess största längd är 370 meter i öst-västlig riktning.